# 扬塔利
扬塔利（羅馬化：Yantalʹ）是俄罗斯伊尔库茨克州的工人村（市级镇），属乌斯季库特区，位于勒拿河支流库塔河畔，在区行政中心乌斯季库特西偏北、州府伊尔库茨克北偏东方。设有同名铁路车站。
该地2021年人口有1,452人；2010年人口1,792人；2002年人口2,446人。